# Hallau
Hallau (do 1934 Unterhallau) – miejscowość i gmina w północnej Szwajcarii, w kantonie Szafuza.   

## Demografia
W Hallau mieszka 2 307 osób. W 2021 roku 18,6% populacji gminy stanowiły osoby urodzone poza Szwajcarią. 